# Achille Etna Michallon
Achille-Etna Michallon (Parigi, 22 ottobre 1796 – Parigi, 24 settembre 1822) è stato un pittore francese.

## Biografia
Achille-Etna Michallon era figlio dello scultore Claude Michallon (1751-1799). Fu uno dei più significativi pittori di paesaggi storici degli anni dal 1780 al 1830.

Con il dipinto Democrito e gli Abderitani, nel 1817 fu il primo artista ad essere premiato con il Prix de Rome per il paesaggio storico, premio istituito nel 1816, su iniziativa di Pierre-Henri de Valenciennes del quale Michallon fu allievo.

Visse a Roma fino al 1821 e dipinse paesaggi ideali, sull'esempio tracciato da Nicolas Poussin.

Studiò anche con Jacques-Louis David e con Jean-Victor Bertin e, a sua volta, fu maestro di Antoine Guindrand e di Jean-Baptiste Corot, che apprese da Michallion l'amore per la luce, la costruzione dello spazio e il rifiuto per i soggetti aneddotici. Michallon convinse il giovane Corot a recarsi in Italia, per un soggiorno di studio.
Morì giovanissimo, ad appena 26 anni.

## Allievi
- Jean-Baptiste Corot, dal 1821 al 1822;
- Antoine Guindrand;
- Augustin François Lemaître.

## Opere esposte nei Musei
- Democrito e gli Abderitani, École nationale supérieure des beaux-arts de Paris (Prix de Rome), 1817;
- Paesaggio di Frascati, Museo del Louvre, 1817[1];
- Vista della città e del golfo di Salerno, Museo Condé, Chantilly, 1817-1822;
- La morte di Orlando a Roncisvalle, Museo del Louvre, 1819;
- Uomo drappeggiato in rosso: abitante di Frascati (?), Museo del Louvre;
- La donna folgorata, Museo del Louvre.
- Paesaggio di montagna attraversato da un torrente - Isola del Liri - Torre Marica, Museo del Louvre.

## Galleria d'immagini

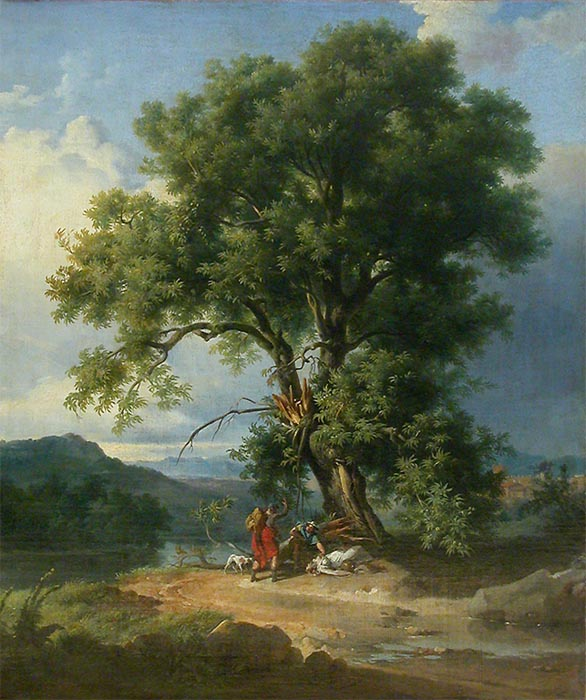
Donna folgorata
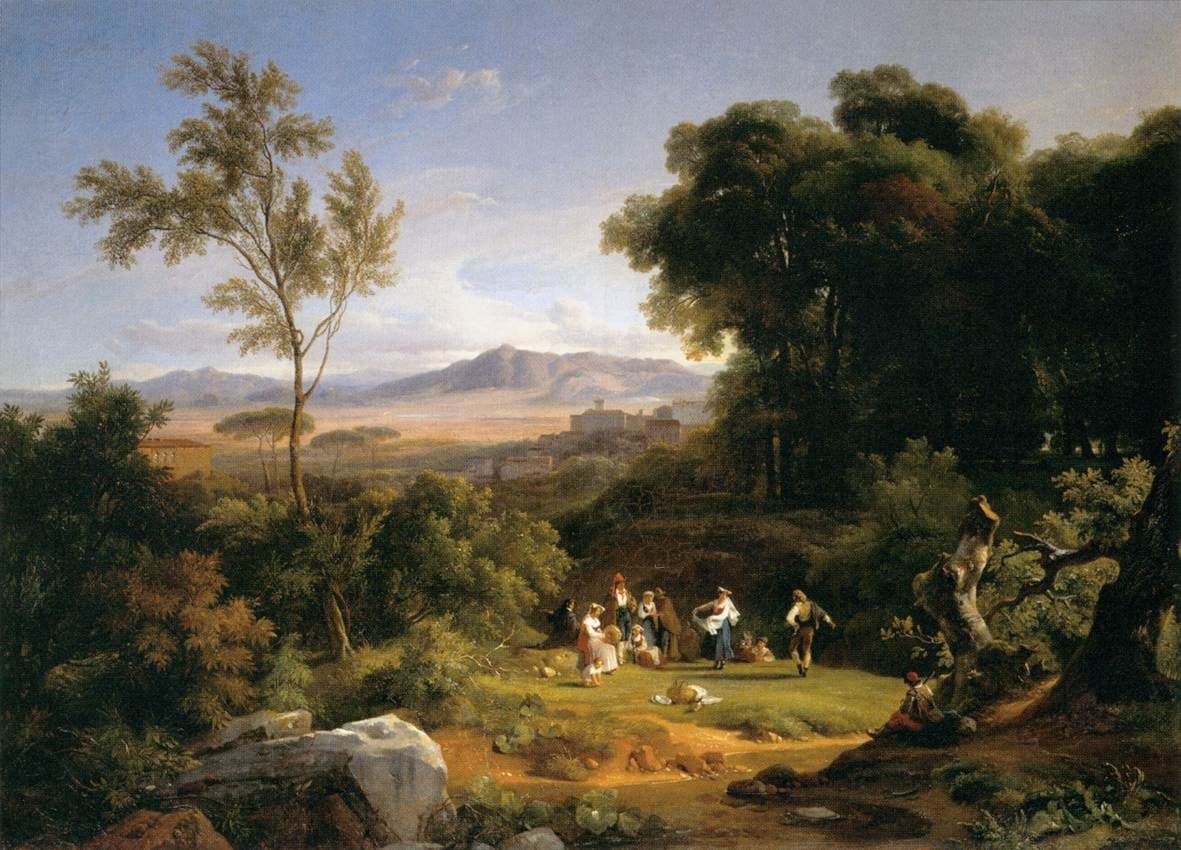
Paesaggio con vista di Frascati
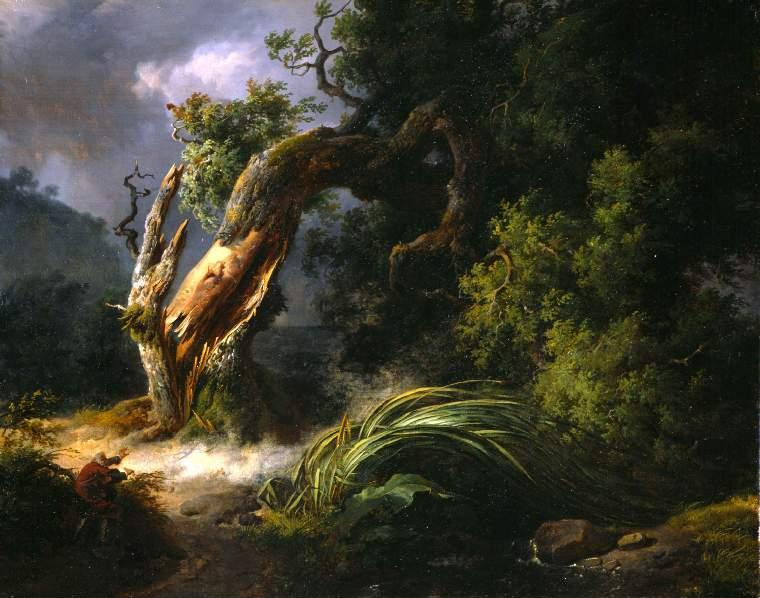
Quercia e giunco
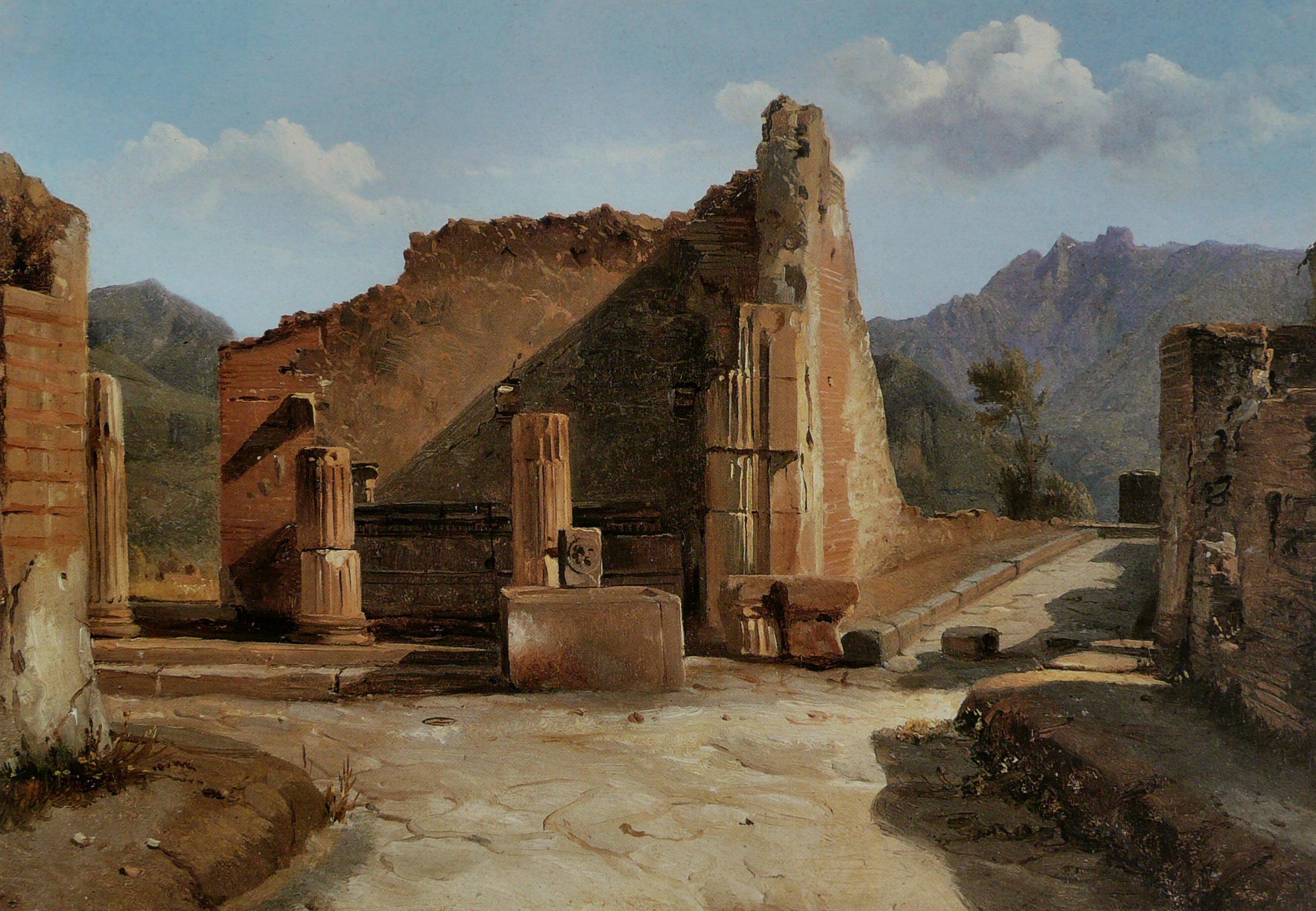
Foro di Pompei